# Claremont (Nuevo Hampshire)
Claremont es una ciudad ubicada en el condado de Sullivan en el estado estadounidense de Nuevo Hampshire. En el Censo de 2010 tenía una población de 13.355 habitantes y una densidad poblacional de 116,96 personas por km².

## Geografía
Claremont se encuentra ubicada en las coordenadas 43°23′11″N 72°20′4″O / 43.38639, -72.33444. Según la Oficina del Censo de los Estados Unidos, Claremont tiene una superficie total de 114,18 km², de la cual 111,68 km² corresponden a tierra firme y (2.19%) 2,5 km² es agua.

## Demografía
Según el censo de 2010, había 13.355 personas residiendo en Claremont. La densidad de población era de 116,96 hab./km². De los 13.355 habitantes, Claremont estaba compuesto por el 95,9% blancos, el 0,64% eran afroamericanos, el 0,33% eran amerindios, el 0,94% eran asiáticos, el 0,03% eran isleños del Pacífico, el 0,4% eran de otras razas y el 1,76% pertenecían a dos o más razas. Del total de la población el 1,28% eran hispanos o latinos de cualquier raza.